# C'è un dottor Jekill in quel topo?
C'è un dottor Jekill in quel topo? (Is There a Doctor in the Mouse?) è un film del 1964 diretto da Chuck Jones e Maurice Noble. È il terzo dei 34 cortometraggi animati della serie Tom & Jerry prodotti da Jones con il suo studio Sib-Tower 12 Productions. Venne distribuito dalla Metro-Goldwyn-Mayer il 24 marzo 1964.

## Trama
Jerry crea durante i titoli di testa una pozione. Dopo averla bevuta, scopre di essere in grado di correre ad una velocità supersonica; decide quindi di mangiarsi tutte le sardine di Tom, il quale rimane confuso. Tom allora cerca di mangiare qualcos'altro, ma ogni volta Jerry si precipita sul posto e gli divora tutto il cibo. Il gatto decide dunque di prendere una torta e un proiettore cinematografico, così da poter riprendere chi sta rubando il suo cibo. Dopo aver sviluppato il film, Tom lo fa andare al rallentatore, vedendo Jerry che si mangia la torta. Di conseguenza Tom cerca di catturare Jerry, ma ogni tentativo fallisce. Quando gli effetti della pozione si esauriscono, il topo riesce appena in tempo a rifugiarsi nella sua tana. Jerry crea quindi una seconda pozione, la quale lo fa diventare incredibilmente grande. Tom prende Jerry per la coda, tirandola attraverso il muro; poco dopo Tom si gira e vede il Mega-Jerry alzare sadicamente le sopracciglia e salutarlo. Tom lascia andare la coda di Jerry e inizia a ridere, pensando che sia uno scherzo, ma poi comprende la verità e comincia a piangere.